# Cottiusculus nihonkaiensis
Cottiusculus nihonkaiensis és una espècie de peix pertanyent a la família dels còtids.

## Descripció
- El mascle fa 7,8 cm de llargària màxima i la femella 6,13.[1]

## Hàbitat
És un peix marí, demersal i de clima temperat que viu entre 100-150 m de fondària.

## Distribució geogràfica
Es troba al Pacífic nord-occidental: costes del mar del Japó de Hokkaido, Honshu i Kyushu, i la península de Corea.

## Observacions
És inofensiu per als humans.